# Barotrauma
Barotrauma je fyzické poškození tkání způsobené rozdílem tlaků mezi tělesnými dutinami a okolním prostředím. Postihuje nejčastěji potápěče (především ušním a plicním barotraumatem). Příčinou poškození je stlačení či roztažení tkáně vlivem změny tlaku okolního prostředí. Barotraumata se dělí podle zasaženého orgánu nebo podle mechanismu způsobující poškození.